# Toplinski val
Toplinski val, je razdoblje pretjerano vrućeg vremena, koje može biti popraćeno visokom vlagom, posebno u oceanskim klimatskim zemljama. Iako se definicije razlikuju,  toplinski val obično se mjeri u odnosu na uobičajeno vrijeme u tom području i u odnosu na normalne temperature u sezoni. Temperature koje ljudi iz vruće klime smatraju normalnima mogu se nazvati toplinskim valom u hladnijem području ako su izvan uobičajenog klimatskog uzorka za to područje.
Izraz se primjenjuje na varijacije vrućeg vremena i na izvanredne vrućine koje se mogu dogoditi samo jednom u stoljeću. Snažni toplinski valovi uzrokovali su katastrofalne propadanje usjeva, tisuće smrtnih slučajeva zbog hipertermije i široko rasprostranjene nestanke struje zbog povećane upotrebe klima uređaja. Toplinski val smatra se ekstremnim vremenom koje može biti prirodna katastrofa i opasnost jer toplina i sunčeva svjetlost mogu pregrijati ljudsko tijelo. Toplinski valovi se obično mogu otkriti pomoću instrumenata za predviđanje kako bi se mogao uputiti poziv upozorenja.

## Definicija
Definicija temeljena na indeksu trajanja toplinskog vala Fricha i suradnika glasi da se toplinski val javlja kada dnevna maksimalna temperatura dulja od pet uzastopnih dana premaši prosječnu maksimalnu temperaturu za 5 ° C, pri čemu je normalno razdoblje 1961–1990.
Službena, recenzirana definicija iz Pojmovnika meteorologije je:
Razdoblje nenormalno i neugodno vrućeg i obično vlažnog vremena.
Da bi toplinski val bio takav period, trebao bi trajati najmanje jedan dan, ali obično traje od nekoliko dana do nekoliko tjedana. 1900. godine A. T. Burrows rigidnije je definirao "toplinski val" kao čaroliju od tri ili više dana u svakom od kojih maksimalna temperatura sjene doseže ili prelazi 32,2 ° C. Realnije, kriteriji udobnosti za bilo koju regiju ovise o normalnim uvjetima tog područja.
Svjetska meteorološka organizacija definira toplinski val kao 5 ili više uzastopnih dana produljene vrućine u kojima je dnevna maksimalna temperatura viša od prosječne maksimalne temperature za 5 ° C ili više. Međutim, neke su države smislile vlastite kriterije za definiranje toplinskog vala.

## Nastanak
Toplinski valovi nastaju kad visoki pritisak iznad (od 3000 do 7600 metara) ojača i zadrži se u regiji nekoliko dana do nekoliko tjedana. To je uobičajeno ljeti (i na sjevernoj i na južnoj hemisferi) jer mlazni tok 'prati sunce'. Na strani ekvatora mlazne struje, u gornjim slojevima atmosfere, nalazi se područje visokog tlaka.
Ljetni vremenski obrasci uglavnom se sporije mijenjaju nego zimi. Kao rezultat, ovaj visoki tlak gornje razine također se polako kreće. Pod visokim pritiskom zrak se spušta (tone) prema površini, zagrijavajući se i sušeći se adijabatski, kočeći konvekciju i sprečavajući stvaranje oblaka. Smanjenje oblaka povećava zračenje kratkog vala koje dopire do površine. Niski tlak na površini dovodi do površinskog vjetra s nižih geografskih širina koji donosi topli zrak, pojačavajući zagrijavanje. Alternativno, površinski vjetrovi mogli bi puhati iz vruće kontinentalne unutrašnjosti prema obalnom pojasu, što bi tamo dovodilo do toplinskih valova, ili od visokog uzvišenja prema niskom uzvišenju, povećavajući slijeganje, a time i adijabatsko zagrijavanje.
U istočnim Sjedinjenim Državama toplinski val može se dogoditi kada sustav visokog tlaka podrijetlom iz Meksičkog zaljeva postane stacionaran tik uz Atlantsku obalu (tipično poznat kao Bermuda). Vruće vlažne zračne mase stvaraju se nad Meksičkim zaljevom i Karipskim morem, dok vruće suhe zračne mase nastaju nad pustinjom jugozapadom i sjevernim Meksikom. JZ vjetrovi na stražnjoj strani Visoke nastavljaju pumpati vrući, vlažni zrak zaljevskog sjeveroistoka što rezultira vrelom i vlažnim vremenom za veći dio istočnih država.
U provinciji Western Cape u Južnoj Africi, toplinski val može se dogoditi kada se podmorje s niskim tlakom i visokim tlakom u zraku kombiniraju u Bergwind. Zrak se zagrijava kako se spušta iz unutrašnjosti Karooa, a temperatura će porasti oko 10 ° C iz unutrašnjosti do obale. Vlažnosti su obično vrlo niske, a ljeti temperature mogu biti i preko 40 ° C. Najviše službene temperature zabilježene u Južnoj Africi (51,5 ° C) zabilježene su jednog ljeta tijekom bergwind-a koji se dogodio duž obale Eastern Cape.
Globalno zagrijavanje povećava vjerojatnost ekstremnih vremenskih događaja, poput toplinskih valova, mnogo više nego što pojačava umjerenije događaje.

## Učinci na zdravlje

### Psihološki i sociološki učinci
Uz fizički stres, prekomjerna vrućina uzrokuje i psihološki stres, u mjeri koja utječe na performanse, a povezana je i s porastom nasilnog kriminala. Visoke temperature povezane su s povećanim sukobima kako na međuljudskoj razini tako i na društvenoj razini. U svakom društvu stope kriminala rastu kad temperature rastu, posebno nasilni zločini poput napada, ubojstava i silovanja. Nadalje, u politički nestabilnim zemljama visoke temperature su otežavajući čimbenik koji vodi prema građanskim ratovima.
Uz to, visoke temperature imaju značajan utjecaj na prihod. Studija okruga u Sjedinjenim Državama otkrila je da ekonomska produktivnost pojedinih dana opada za oko 1,7% za svaki Celzijev stupanj iznad 15 ° C.

### Problemi sa spavanjem
Valja izdvojiti kako izuzetno visoke noćne temperature za vrijeme toplinskoga vala mogu uzrokovati probleme s termoregulacijom tijela uzrokujući tako probleme sa spavanjem, odnosno usnivanjem, te učestala buđenja tijekom noći. Naime, kada temperatura okoline noću ne pada ispod 20°C postaje teže zaspati te se remeti cirkadijani ritam koji u zdravih osoba traje oko 90 minuta. Nedostatak sna i poremećen ciklus spavanja mogu uzrokovati probleme s mentalnim zdravljem i pamćenjem te nose povišen rizik za razvoj i pogoršanje kroničnih bolesti poput hipertenzije i dijabetesa tipa II.

## Posljedice za okoliš

### Nestašice struje
Neuobičajeno vruće temperature mogu uzrokovati porast potražnje za električnom energijom tijekom vršnih ljetnih sati od 16 do 19 sati. kad se klima uređaji naprežu kako bi nadvladali vrućinu. Ako se toplinski val protegne na tri dana ili više, noćne se temperature ne ohlade, a toplinska masa u kućama i zgradama zadržava toplinu iz prethodnih dana. Zbog ovog nakupljanja vrućine klima uređaji se uključuju ranije i ostaju uključeni kasnije tijekom dana. Kao rezultat, dostupne opskrbe električnom energijom dovode se u pitanje tijekom većeg, šireg, vršnog razdoblja potrošnje električne energije.

### Fizičko oštećenje
Toplinski valovi mogu i mogu uzrokovati kopčanje i otapanje cesta i autocesta, pucanje vodovoda i detoniranje energetskih transformatora, što uzrokuje požare.
Ako se tijekom suše dogodi toplinski val koji isušuje vegetaciju, to može pridonijeti bušovitim i šumskim požarima. Tijekom katastrofalnog vala vrućine koji je pogodio Europu 2003. godine, požari su bjesnili preko Portugala, uništavajući preko 3.010 četvornih kilometara (1.160 kvadratnih milja) ili 301.000 hektara (740.000 hektara) šume i 440 četvornih kilometara (170 kvadratnih milja) ili 44.000 hektara (110.000 hektara) ) poljoprivrednog zemljišta i uzrokuje štetu vrijednu oko milijardu eura. Vrhunska poljoprivredna zemljišta imaju sustave za navodnjavanje s kojima se podupiru usjevi. Toplinski valovi uzrokuju šumske požare.
Toplinski valovi također mogu oštetiti željeznice, poput izvijanja i prevrtanja tračnica, što može dovesti do usporenijeg prometa, kašnjenja, pa čak i otkazivanja usluga kad su tračnice preopasne da bi ih vlakovi prelazili. Kinking do sunca nastaje kad se određene vrste dizajna tračnica, poput zavarenih tračnica kratkog presjeka ili tračnica ribljih ploča, prošire i potisnu na druge dijelove tračnice, što dovodi do njihovog iskrivljenja i prevrtanja. Umiranje sunca može biti ozbiljan problem u vrućim klimatskim uvjetima poput juga SAD-a, dijelova Kanade, Bliskog istoka itd.
U toplinskom valu 2013. u Engleskoj, raspršivači (koji se obično viđaju samo u snijegu) poslani su na ceste za topljenje asfalta.

## Globalno zatopljenje
Klimatski modeli otkrivaju da će budući valovi vrućina imati intenzivniji zemljopisni obrazac. Rezultati modela pokazuju da će područja povezana s jakim valovima vrućine u Chicagu 1995. i Parizu 2003. doživjeti intenzivnije, češće i dugotrajnije toplinske valove u drugoj polovici 21. stoljeća. Toplinski valovi danas se u Europi i Sjevernoj Americi događaju paralelno s uvjetima atmosferske cirkulacije. Povećane antropogene aktivnosti koje uzrokuju povećane emisije stakleničkih plinova pokazuju da će toplinski valovi biti ozbiljniji.
Toplinski valovi i suša kao rezultat smanjuju unos ugljika u ekosustav. Unos ugljika poznat je i pod nazivom sekvestracija ugljika. Predviđa se da će se događaji ekstremnih vrućina dogoditi s povećanim globalnim zagrijavanjem, što stavlja stres na ekosustave. Stres na ekosustavima zbog pojačanih valova topline u budućnosti smanjit će biološku produktivnost. To će uzrokovati promjene u povratnim informacijama o ciklusu ugljika u ekosustavu, jer će biti manje vegetacije koja će zadržavati ugljik iz atmosfere, što će samo više pridonijeti zagrijavanju atmosfere.
Donositelji politika, financijeri i istraživači reagirajući na sve veće vrućine stvorili su koaliciju Extreme Heat Resiliance Alliance pod Atlantskim vijećem kako bi se zalagali za imenovanje toplinskih valova, njihovo mjerenje i rangiranje kako bi izgradili bolju svijest o njihovim utjecajima.